# Ван Імей
Ван Імей  (кит.: 王 一梅, 11 січня 1988) — китайська волейболістка, олімпійська медалістка.

## Виступи на Олімпіадах
| Олімпіада  | Дисципліна | Місце |
| ---------- | ---------- | ----- |
| Пекін 2008 | волейбол   | 3     |
| Пекін 2012 | волейбол   | 5     |